# Jay M. Gould
Jay Martin Gould (* 19. August 1915 in Chicago; † 16. September 2005 im Mount Sinai Hospital, New York City) war ein US-amerikanischer Ökonom, Statistiker und Epidemiologe.

## Leben
Gould wurde 1915 in Chicago geboren, wuchs aber in New York auf. Er studierte Wirtschaftswissenschaft zunächst am Brooklyn College und promovierte an der New Yorker Columbia University. 
Er gründete 1970 die Firma „Economic Information System“, die mittels Computeranwendungen ökonomische Prognosen erstellte. Erst später interessierte er sich für die Thematik Strahlung. 1980 verkaufte er sein überaus erfolgreiches Unternehmen und wurde von US-Präsident Jimmy Carter in den Vorstand des US-Umweltbundesamtes berufen wurde. Aufgrund seiner umfassenden statistischen Kenntnisse und Fähigkeiten beschäftigte sich Gould mit Studien von Todesraten und toxischen Abfällen auf Schutthalden und später mit radioaktiven Strahlungen von Kernkraftwerken. Wichtig war Gould, den Einfluss der Radioaktivität auf Menschen zu verdeutlichen. In seinen Studien und Veröffentlichungen hat er höhere Todesraten aufgrund Krebserkrankungen in der Nähe von Kernkraftwerken nachgewiesen. Er wurde dadurch in der Anti-Atomkraftbewegung als führender Kopf verehrt.
Jay Gould war auch bei der Firma Public Data Access Inc. beteiligt, die vor allem auch umweltrelevante Daten zugänglich machte. Jay Martin Gould war mit seiner Frau Jane Gould und dem Professor für Physiker Ernest J. Sternglass (* 1923 in Berlin) und anderen die Gründer des Projekts "Radiation and Public Health Project (RPHP)" (Strahlung und öffentliche Gesundheit) in New York. Gould war Direktor und erster Präsident des RPHP
Mit Benjamin A. Goldman hat Gould in seinem Buch „Tödliche Täuschung Radioaktivität. Niedrige Strahlung Hohes Risiko“ die konventionelle Lehrmeinung hinsichtlich der Radioaktivität in Frage gestellt. Die Autoren haben ihre streitbaren Ansichten mit der umfangreichen Auswertung großen Datenmaterials von Gesundheitsbehörden und aus Sterberegistern verifiziert, mit dem Ergebnis, dass nach jeder Freisetzung von Radioaktivität überdurchschnittlich viele Todesfälle zu verzeichnen waren. Auffällig war dies besonders bei Säuglingen und kleinen Kindern und bei Menschen mit Immunschwächekrankheiten. Aus der großen Fülle der vorgetragenen Fakten belegen Gould und Goldman, dass ein Grenzwert, jenseits dessen die radioaktive Strahlenbelastung unbedenklich sei, nicht nachweisbar ist. Das Buch hat zu einer erheblichen öffentlichen Diskussion mit der Nuklearindustrie geführt.
Jay M. Gould starb an einem Herzinfarkt in der New Yorker Klinik Mount Sinai Hospital. Er hinterließ seine Frau Jane.